# Partido al-Ghad
El Partido al-Ghad (En árabe: حزب الغد Hizb al-Ghad, "Partido del Mañana") es un partido político activo de Egipto que recibió licencia para operar en octubre de 2004. Al-Ghad es un partido centrista liberal secular que aboga por una ampliación de la participación política y por una rotación pacífica en el poder.
El partido trabaja actualmente con un mínimo de representación en la cámara baja del parlamento, la Asamblea del Pueblo Egipcio. El partido actualmente no tiene representación en la cámara alta, la Shura.

## Origen
En la primera convención del partido, realizada en octubre de 2004, Ayman Nour, abogado y diputado a la Asamblea del Pueblo Egipcio, fue elegido presidente. El partido fue fundado por exmiembros del Nuevo Partido Wafd. El partido fue creado para representar una perspectiva liberal democrática, con un fuerte acento en asuntos de derechos humanos. Nour empleó el partido como plataforma para exigir reformas constitucionales, limitando los poderes del presidente y dando paso a elecciones presidenciales competitivas. Se estimó que Ayman Nour obtuvo un 12% de los votos en la elección presidencial de 2005 (según los resultados oficiales obtuvo 7.3%). En las elecciones parlamentarias de ese año, el partido obtuvo un solo mandato.

## Plataforma
La plataforma del partido propugna:
- Reformas políticas y económicas.
- Prestar atención especial a los discapacitados.
- Combatir la drogadicción.
- Solucionar la crisis del agua.